# Marila tomentosa
Marila tomentosa är en tvåhjärtbladig växtart som beskrevs av Eduard Friedrich Poeppig. Marila tomentosa ingår i släktet Marila och familjen Calophyllaceae. Inga underarter finns listade i Catalogue of Life.